# Bartosch Gaul
Bartosch Gaul (ur. 5 października 1987 w Bytowie) – niemiecki trener piłkarski pochodzenia polskiego, w latach 2008–2015 trener młodzieżowych zespołów FC Schalke 04, w latach 2015–2018 młodzieżowych zespołów 1. FSV Mainz 05, w latach 2018–2022 rezerw tegoż zespołu, w latach 2022–2023 Górnika Zabrze.

## Kariera trenerska
W latach 2008–2018 był szkoleniowcem młodzieżowych drużyn FC Schalke 04 i 1. FSV Mainz 05. 6 czerwca 2018 został trenerem rezerw 1. FSV Mainz 05, występujących w Regionallidze.  
23 czerwca 2022 został trenerem występującego w Ekstraklasie Górnika Zabrze, zastępując na tym stanowisku Jana Urbana. 28 czerwca poprowadził zespół w pierwszym meczu towarzyskim, w którym Górnik zremisował 2:2 z Tatranem Liptowski Mikułasz. W swoim ligowym debiucie, prowadzony przez niego Górnik przegrał 0:2 z Cracovią. Zwolniony 18 marca 2023, zastąpiony przez Jana Urbana, czyli trenera, który prowadził klub bezpośrednio przed Gaulem. 

## Statystyki kariery

### Trenerskie
Aktualne na 18 marca 2023.
| Zespół             | Od              | Do            | Statystyka | Statystyka | Statystyka | Statystyka | Statystyka |
| Zespół             | Od              | Do            | M          | W          | R          | P          | % W        |
| ------------------ | --------------- | ------------- | ---------- | ---------- | ---------- | ---------- | ---------- |
| 1. FSV Mainz 05 II | 2018            | 2022          | 135        | 54         | 26         | 55         | 40,00      |
| Górnik Zabrze      | 23 czerwca 2022 | 18 marca 2023 | 28         | 9          | 7          | 12         | 32,14      |